# Harold Ramis
Harold Allen Ramis (/ˈreɪmɪs/) (Chicago, Illinois, 1944. november 21. – Glencoe, Illinois, 2014. február 24.) BAFTA-díjas amerikai színész, humorista, filmrendező és forgatókönyvíró.

## Élete és pályafutása
Színészként ismertebb alakítása volt Egon Spengler a Szellemirtók (1984) és a Szellemirtók 2. (1989), valamint Russell Ziskey a Bombázók a seregnek (1981) című filmben – ezek elkészítésében társ-forgatókönyvíróként is részt vett. Filmrendezőként (és több alkalommal forgatókönyvíróként is) az ő nevéhez fűződik a Golfőrültek (1980), a Családi vakáció (1983), az Idétlen időkig (1993) és a Csak egy kis pánik (1999) című vígjátékok elkészítése. Ramis volt a Second City Television televíziós program vezető írója, ebben szereplőként is feltűnt. Legutolsó filmje a 2009-es A kezdet kezdete című kalandfilm-vígjáték volt, melyet forgatókönyvíróként, rendezőként, producerként és színészként is jegyez.
Munkássága forgatókönyvírók, humoristák és színészek generációira gyakorolt nagy hatást. Jay Roach, Jake Kasdan, Adam Sandler és a Farrelly testvérek is a számukra szakmailag meghatározó filmek közt nevezték meg Ramis műveit.

## Filmográfia

### Film

#### Rendező, író és producer
| Év   | Magyar cím                  | Eredeti cím                                 | Feladatkör | Feladatkör | Feladatkör |
| Év   | Magyar cím                  | Eredeti cím                                 | Rendező    | Író        | Producer   |
| ---- | --------------------------- | ------------------------------------------- | ---------- | ---------- | ---------- |
| 1978 | Party zóna                  | National Lampoon's Animal House             | Nem        | Igen       | Nem        |
| 1979 | Dilibogyók – Táborparádé    | Meatballs                                   | Nem        | Igen       | Nem        |
| 1980 | Golfőrültek                 | Caddyshack                                  | Igen       | Igen       | Nem        |
| 1981 | Bombázók a seregnek         | Stripes                                     | Nem        | Igen       | Nem        |
| 1983 | Családi vakáció             | National Lampoon's Vacation                 | Igen       | Nem        | Nem        |
| 1984 | Szellemirtók                | Ghostbusters                                | Nem        | Igen       | Nem        |
| 1986 | Vissza a suliba             | Back to School                              | Nem        | Igen       | Vezető     |
| 1986 | Nicsak, ki nyaral!          | Club Paradise                               | Igen       | Igen       | Nem        |
| 1986 | Fegyvere van, veszélyes     | Armed and Dangerous                         | Nem        | Igen       | Nem        |
| 1988 | Golfőrültek 2.              | Caddyshack II                               | Nem        | Igen       | Nem        |
| 1989 | Szellemirtók 2.             | Ghostbusters II                             | Nem        | Igen       | Nem        |
| 1991 | Ebek közt a legszemtelenebb | Rover Dangerfield                           | Nem        | Sztori     | Nem        |
| 1993 | Idétlen időkig              | Groundhog Day                               | Igen       | Igen       | Igen       |
| 1995 | Stuart, a család megmentője | Stuart Saves His Family                     | Igen       | Nem        | Nem        |
| 1996 | Közös többszörös            | Multiplicity                                | Igen       | Nem        | Igen       |
| 1999 | Csak egy kis pánik          | Analyze This                                | Igen       | Igen       | Nem        |
| 2000 | A bájkeverő                 | Bedazzled                                   | Igen       | Igen       | Igen       |
| 2002 | Még egy kis pánik           | Analyze That                                | Igen       | Igen       | Nem        |
| 2002 | Virtuális vagyonszerzők     | The First $20 Million Is Always the Hardest | Nem        | Nem        | Vezető     |
| 2005 | A nagy kaszálás             | The Ice Harvest                             | Igen       | Nem        | Nem        |
| 2006 | Sajttársak                  | I Want Someone to Eat Cheese With           | Nem        | Nem        | Vezető     |
| 2009 |                             | My Suicide                                  | Nem        | Nem        | Vezető     |
| 2009 | A kezdet kezdete            | Year One                                    | Igen       | Igen       | Igen       |

#### Színész
| Év   | Magyar cím                             | Eredeti cím                                    | Szerep                          | Magyar hang      |
| ---- | -------------------------------------- | ---------------------------------------------- | ------------------------------- | ---------------- |
| 1981 | Bombázók a seregnek                    | Stripes                                        | Russell Ziskey                  | Kassai Károly    |
| 1981 | Bombázók a seregnek                    | Stripes                                        | Russell Ziskey                  | Háda János       |
| 1981 | Heavy Metal                            | Heavy Metal                                    | Zeke (hangja)                   |                  |
| 1983 | Űrvadász                               | Spacehunter: Adventures in the Forbidden Zone  | Intercom (hangja)               |                  |
| 1983 | Családi vakáció                        | National Lampoon's Vacation                    | Marty Moose (hangja)            |                  |
| 1984 | Szellemirtók                           | Ghostbusters                                   | Dr. Egon Spengler               | Gáti Oszkár      |
| 1984 | Szellemirtók                           | Ghostbusters                                   | Dr. Egon Spengler               | Csernák János    |
| 1984 | Szellemirtók                           | Ghostbusters                                   | Dr. Egon Spengler               | Kálid Artúr      |
| 1987 | Bomba bébi                             | Baby Boom                                      | Steven Bochner                  | Dunai Tamás      |
| 1988 | Pontrablás                             | Stealing Home                                  | Alan Appleby                    |                  |
| 1989 | Szellemirtók 2.                        | Ghostbusters II                                | Dr. Egon Spengler               | Dörner György    |
| 1993 | Idétlen időkig                         | Groundhog Day                                  | neurológus                      | Imre István      |
| 1994 | Pancserock                             | Airheads                                       | Chris Moore                     | Holl Nándor      |
| 1994 | A sors útjai                           | Love Affair                                    | Sheldon Blumenthal              | Várkonyi András  |
| 1997 | Lesz ez még így se!                    | As Good as It Gets                             | Dr. Martin Bettes               | Kardos Gábor     |
| 2000 | Pop, csajok satöbbi (törölt jelenetek) | High Fidelity                                  | Rob apja                        |                  |
| 2002 | Narancsvidék                           | Orange County                                  | Don Durkett                     | Koroknay Géza    |
| 2002 | Narancsvidék                           | Orange County                                  | Don Durkett                     | Rosta Sándor     |
| 2002 | Lucy a csajom                          | I'm with Lucy                                  | Jack                            | Cs. Németh Lajos |
| 2006 | Az utolsó csók                         | The Last Kiss                                  | Bowler professzor               | Kajtár Róbert    |
| 2007 | Felkoppintva                           | Knocked Up                                     | Ben apja                        | Koroknay Géza    |
| 2007 | A lankadatlan – A Dewey Cox sztori     | Walk Hard: The Dewey Cox Story                 | L'Chai'm                        | Breyer László    |
| 2009 | A kezdet kezdete                       | Year One                                       | Ádám                            |                  |
| 2019 |                                        | Cleanin' Up the Town: Remembering Ghostbusters | önmaga (dokumentumfilm)         |                  |
| 2021 | Szellemirtók – Az örökség              | Ghostbusters: Afterlife                        | Egon Spengler (archív felvétel) | Kálid Artúr      |

### Televízió
| Év        | Cím                                                 | Megjegyzések                  |
| --------- | --------------------------------------------------- | ----------------------------- |
| 1979      | Delta House                                         | forgatókönyvíró (próbaepizód) |
| 1982      | The Rodney Dangerfield Show: It's Not Easy Bein' Me | forgatókönyvíró (különkiadás) |
| 2006–2010 | Office                                              | rendező (4 epizód)            |

## Fordítás
- Ez a szócikk részben vagy egészben  a   Harold Ramis című angol Wikipédia-szócikk fordításán alapul.  Az eredeti cikk szerkesztőit annak laptörténete sorolja fel. Ez a jelzés csupán a megfogalmazás eredetét és a szerzői jogokat jelzi, nem szolgál a cikkben szereplő információk forrásmegjelöléseként.